# Smiths Food Group
Smiths Food Group was een van oorsprong Britse aardappelchips- en zoutjesfabrikant met eveneens fabrieken in Nederland en België. Het voerde merken als SuperChips, Smith's Chips (later Lay's Chips), Wokkels, Hamka's, Bugles en Doritos. Smiths was onderdeel van Frito-Lay en een zelfstandige werkmaatschappij van PepsiCo Inc. In 2010 werd de naam Smiths Food Group gewijzigd in respectievelijk PepsiCo Nederland en PepsiCo BeLux.

## Geschiedenis

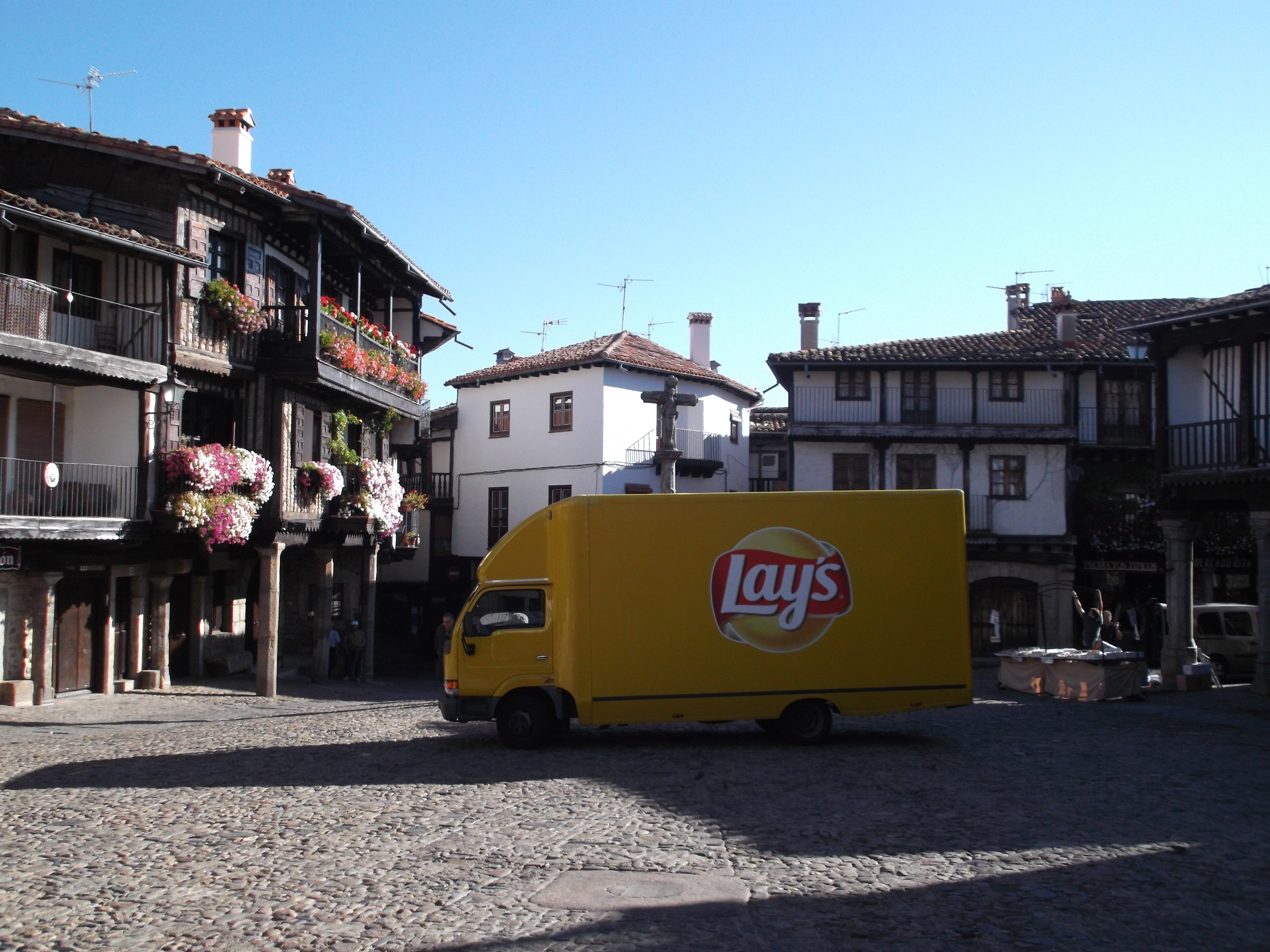
Vrachtwagen van Lay's chips in Spanje

### Verenigd Koninkrijk
Smith’s Potato Crisps werd in 1919 opgericht door Frank Smith (1875-1956) in Cricklewood en twee jaar later kwamen daar al fabrieken bij in Portsmouth, Birmingham, Paisley en Stockport. Rond 1929 had Smith's al negen fabrieken. Rond 1934 had Smith's zo'n 95% van de chipsmarkt in Engeland in handen. Chips werd toentertijd voornamelijk verkocht via pubs en hotels. Rond 1949 had Smith's elf fabrieken in het Verenigd Koninkrijk en 2 in Australië. Rond 1960 liep het overgrote deel van de verkoop via de supermarkten. In 1960 nam Smith's het concurrerende Tudor over met een gloednieuwe fabriek in Peterlee. Maar vanaf 1964 werd de concurrentie groter door de komst van Golden-Wonder nadat deze laatste was overgenomen door Imperial Tobacco in 1961. In 1967 werd de fabriek in Peterlee uitgebreid,  maar werd het aantal fabrieken beperkt tot zeven. Tegelijkertijd kwamen er fabrieken in Nederland, België, Frankrijk en Ierland bij. In 1967 introduceerde Smith's de eerste chips met een smaakje, het beroemde salt ‘n’ vinegar (eerst via hun merk Tudor) en men verving de doorzichtige zakjes door cellofaan. Desondanks verloor men dermate veel marktaandeel dat het kon worden overgenomen door het Amerikaanse General Mills in 1967, dat op dat moment bekend was van Bugles, Daisy's en Buttons.
In 1978 verkocht General Mills de Britse verliesgevende tak van Smith's aan het Britse Associated Biscuits, deze werd in 1982 opgekocht door het Amerikaanse Nabisco die eerder al Walkers had verkregen via de fusie met Standard Brands. In Groot-Brittannië waren Smith's en Walkers nu ondergebracht onder één bedrijf.
In 1998 werd Nabisco overgenomen door Kohlberg, Kravis & Roberts die vervolgens vijf onderdelen daarvan - waaronder Walkers en Smith's - doorverkochten aan het Franse BSN om de aankoop te financieren. Op hun beurt verkocht BSN Walkers en Smith's in dat zelfde jaar door aan PepsiCo. Nu stonden alle Smith's onderdelen weer onder één vlag. Alle Smith's-merken werden in Groot-Brittannië langzaamaan vervangen door Walkers.

### Australië
In 1931 vertrok Frank Smith naar Australië om daar een dochteronderneming op te zetten met partner George Ensor. De crisis van de jaren dertig leidde ertoe dat de eerste poging mislukte, maar een jaar later was Smith’s Potato Crisps Australia een feit. In 1961 kwam zij met haar eerste smaakje, Chicken. Gevolgd door Salt 'n' Vinegar, Barbecue en Cheese & Onion.
In 1967 kocht British Tobacco via zijn dochteronderneming Associated Products and Distribution (APD) een minderheidsbelang in het Australische onderdeel van Smith's. Rond 1987 verkreeg PepsiCo via APD een 41,5% van de aandelen in handen en daarmee recht op het plaatsen van een bestuurslid. In 1990 werd de naam APD vervangen door CCA Snackfoods. In 1998 nam PepsiCo via dochteronderneming Frito-Lays, Smith's Australië helemaal over. In Australië blijft Smith's het hoofdmerk.

### Nederland
Smiths Nederland is ontstaan in 1958, nadat telers uit de buurt van Broek op Langedijk op zoek gingen naar mogelijkheden om hun afzet van aardappels te vergroten. De telers wilden de Engelse potato crisps in Nederland introduceren en zochten daarom contact met de Britse chipsverkoper Frank Smith die fabrieken in Engeland en Australië had. Samen zetten ze de fabriek Smith Potato Crisps Holland op en brachten Smiths chips op de Nederlandse markt. Smith bezat bij aanvang 51% van de aandelen in de fabriek, de overige 49% was in handen van de boeren verenigd onder NV Koelhuis Zuiderdel.
In 1967 nam het Amerikaanse General Mills bezit van Smiths dat de concurrentie van Golden-Wonder in Groot-Brittannië niet aankon. Met de overname kwamen ook de Nederlandse, Belgische, Franse en Australische fabrieken in handen van General Mills. In 1970 veranderde deze de naam van de Nederlandse fabriek in Smiths Food Group zoals Smith's zichzelf al noemde in Groot-Brittannië sinds 1967. Daarnaast werden verschillende Europese bedrijfsonderdelen van General Mills gebundeld.. Er kwam een nieuwe visuele identiteit, met een logo ontworpen door de Nederlander Louis Swart.
In 1974 nam Smith het in Raamsdonksveer gevestigde Eubisfa (Europese Biskwie Fabriek) over van Nobo, destijds onderdeel van het Amerikaanse ITT.
In 1974 werd Wokkels geïntroduceerd. In 1978 werd Mama Mia's geïntroduceerd. In 1983 werd Hamka's geïntroduceerd.
In 1986 werden de naturel chips en de smaken paprika en kaas-uien opnieuw in de markt gezet onder de naam Smiths Crispy Chips. De herintroductie werd vergezeld met een reclamefilmpje met acteur Peter Lusse en de slogan "Ze smaken zoals ze kraken".
In 1992 ging General Mills een joint venture aan met PepsiCo, waarmee ze hun beider ondernemingen op het Europese vasteland bundelden. PepsiCo kreeg 60% van de aandelen in deze joint venture in handen, General Mills de overige 40%. De joint venture kreeg de naam Snack Ventures Europe. Het hoofdkantoor van deze onderneming kwam te liggen in Maarssen en PepsiCo kreeg de leiding in handen. PepsiCo had op dat moment ondernemingen in Spanje, Portugal en Griekenland en voerde de merken Doritos en Cheetos. General Mills had naast Nederland ook ondernemingen in België en Frankrijk.
In 1992 opende Smiths in Raamsdonksveer een 100 miljoen gulden (circa 45 miljoen euro) kostende nieuwe fabriek die zich vooral moest richten op nieuwe producten voor de Europese markt. De afzet viel tegen. Eind 1998 werd daarop de fabriek gesloten en de ongeveer 100 werknemers ontslagen. De productie werd verhuisd naar Broek op Langedijk en Veurne.
In 1995 ontketende Smiths een rage met flippo's: ronde plastic plaatjes met stripfiguren die gratis bij de chips zaten.
In 1996 kwam Smiths met de Scoorkaarten waarmee de koper van een zak chips kans maakte op een prijs van 10 gulden. De actie werd een succes, maar niet op de manier die Smiths had voorzien. De oplossingen van de kraskaarten werden via het internet bekendgemaakt, waardoor met elke zak 10 gulden kon worden terugverdiend.
In 1997 nam PepsiCo de snackactiviteiten in Europa en Australië van het Britse United Biscuits over. PepsiCo kreeg hiermee de merken Crik Crok in België en Nibb-it in Nederland in handen. PepsiCo kreeg het chipsmerk Croky in handen, met uitzondering van de Benelux. Croky voor deze regio bleef in handen van United Biscuits en werd geproduceerd in Deventer. United Biscuits nam van zijn kant het Franse koekjesmerk Biscuiterie Nantaise over van PepsiCo.
In januari 2001 wijzigde de Smiths Food Group de merknaam Smiths voor chips in Nederland en België in Lay's omdat deze naam in de rest van continentaal Europa al gebruikt werd. De naam Smiths bleef gebruikt worden voor zoutjes zoals Hamka's, Wokkels en Nibb-it. In Groot-Brittannië en Ierland bleef het bedrijf wel het merk Walkers voeren.
In 2004 nam PepsiCo het aandeel van General Mills in de Europese joint venture over.
In 2015 besloot PepsiCo om de naam Smiths in de Benelux alsnog helemaal af te schaffen en te vervangen door Lay's en Cheetos.

## Cijfers
Smiths Food Group Benelux telde in 2005 ruim 1000 medewerkers, heeft haar hoofdkantoor anno 2007 in Maarssen en leidt de commerciële en productieactiviteiten van Frito-Lay Northern Europe voor de Benelux en Scandinavië. De productie gebeurt onder andere in een fabriek in Broek op Langedijk met (2005) 350 medewerkers en 150 uitzendkrachten.